# Campeonato Europeo de la UEFA Sub-19 2008
El Campeonato Europeo de la UEFA Sub-19 2008 se llevó a cabo en seis ciudades de la República Checa del 14 al 26 de julio y contó con la participación de 8 selecciones juveniles de Europa provenientes de una fase de clasificación.
Alemania venció en la final a Italia para conseguir el título por segunda ocasión.

## Participantes
| - República Checa (anfitrión) - Bulgaria - Inglaterra - Alemania | - Grecia - Hungría - Italia - España |

## Fase de grupos
|  | Equipo clasificado a semifinales |

### Grupo A
| País     | J | G | E | P | GF | GC | GD | Pts |
| -------- | - | - | - | - | -- | -- | -- | --- |
| Alemania | 3 | 3 | 0 | 0 | 7  | 2  | +5 | 9   |
| Hungría  | 3 | 2 | 0 | 1 | 3  | 2  | +1 | 6   |
| España   | 3 | 1 | 0 | 2 | 5  | 3  | +2 | 3   |
| Bulgaria | 3 | 0 | 0 | 3 | 0  | 8  | -8 | 0   |

| 14 Julio | Bulgaria | 0 - 1   | Hungría    | FK Viktoria Stadion, Praga   |                              |
|          |          | Reporte | Németh 10' | Árbitro(s): Albert Toussaint | Árbitro(s): Albert Toussaint |

| 14 Julio | Alemania                    | 2 - 1   | España   | Stadion města Plzně, Plzeň |                            |
|          | Sukuta-Pasu 7' · Toprak 56' | Reporte | Alba 66' | Árbitro(s): William Collum | Árbitro(s): William Collum |

| 17 Julio | España | 0 - 1   | Hungría  | Na Litavce, Příbram            |                                |
|          |        | Reporte | Nagy 71' | Árbitro(s): Aleksandar Stavrev | Árbitro(s): Aleksandar Stavrev |

| 17 Julio | Alemania                                    | 3 - 0   | Bulgaria | Stadion města Plzně, Plzeň    |                               |
|          | Diekmeier 16' · Nsereko 43' · L. Bender 56' | Reporte |          | Árbitro(s): Svein Oddvar Moen | Árbitro(s): Svein Oddvar Moen |

| 20 Julio | Hungría   | 1 - 2   | Alemania                 | Na Litavce, Příbram         |                             |
|          | Simon 74' | Reporte | Reinartz 36' · Risse 76' | Árbitro(s): Dejan Filipović | Árbitro(s): Dejan Filipović |

| 20 Julio | España                                | 4 - 0   | Bulgaria | FK Viktoria Stadion, Praga |                           |
|          | Aarón 14' · Nsue 17' 52' · Mérida 64' | Reporte |          | Árbitro(s): Olivier Thual  | Árbitro(s): Olivier Thual |

### Grupo B
| País            | J | G | E | P | GF | GC | GD | Pts |
| --------------- | - | - | - | - | -- | -- | -- | --- |
| Italia          | 3 | 1 | 2 | 0 | 5  | 4  | +1 | 5   |
| República Checa | 3 | 1 | 1 | 1 | 5  | 4  | +1 | 4   |
| Inglaterra      | 3 | 1 | 1 | 1 | 3  | 2  | +1 | 4   |
| Grecia          | 3 | 0 | 2 | 1 | 1  | 4  | -3 | 2   |

| 14 Julio | República Checa | 2 - 0   | Inglaterra | Stadion Střelnice, Jablonec nad Nisou |                                |
|          | Necid 54' 58'   | Reporte |            | Árbitro(s): Aleksandar Stavrev        | Árbitro(s): Aleksandar Stavrev |

| 14 Julio | Grecia     | 1 - 1   | Italia              | Městský stadion, Mladá Boleslav |                             |
|          | Pavlis 23' | Reporte | Paloschi 90' (pen.) | Árbitro(s): Dejan Filipović     | Árbitro(s): Dejan Filipović |

| 17 Julio | República Checa | 0 - 0   | Grecia | Stadion u Nisy, Liberec                                     |                                                             |
|          |                 | Reporte |        | Asistencia: 6,623 espectadores Árbitro(s): Albert Toussaint | Asistencia: 6,623 espectadores Árbitro(s): Albert Toussaint |

| 17 Julio | Inglaterra | 0 - 0   | Italia | Stadion Střelnice, Jablonec nad Nisou |                           |
|          |            | Reporte |        | Árbitro(s): Olivier Thual             | Árbitro(s): Olivier Thual |

| 20 Julio | Italia                                               | 4 - 3   | República Checa             | Městský stadion, Mladá Boleslav                           |                                                           |
|          | Poli 22' 79' · Bonaventura 56' · Paloschi 72' (pen.) | Reporte | Necid 23' · Morávek 58' 86' | Asistencia: 5,000 espectadores Árbitro(s): William Collum | Asistencia: 5,000 espectadores Árbitro(s): William Collum |

| 20 Julio | Inglaterra                                 | 3 - 0   | Grecia | Stadion u Nisy, Liberec       |                               |
|          | Mee 48' · Sears 68' (pen.) · Sturridge 85' | Reporte |        | Árbitro(s): Svein Oddvar Moen | Árbitro(s): Svein Oddvar Moen |

## Fase final

### Semifinales
| 23 Julio | Italia         | 1 - 0   | Hungría | Štruncovy Sady Stadion, Plzeň |                               |
|          | Forestieri 65' | Reporte |         | Árbitro(s): Svein Oddvar Moen | Árbitro(s): Svein Oddvar Moen |

| 23 Julio | Alemania                     | 2 - 1 (t.e.) | República Checa | Městský Stadion, Mladá Boleslav                          |                                                          |
|          | Risse 17' · Sukuta-Pasu 119' | Reporte      | Necid 24'       | Asistencia: 5,000 espectadores Árbitro(s): Olivier Thual | Asistencia: 5,000 espectadores Árbitro(s): Olivier Thual |

### Final
| 26 Julio | Alemania                                      | 3 - 1   | Italia        | Střelnice Stadion, Jablonec nad Nisou                     |                                                           |
|          | L. Bender 24' · Sukuta-Pasu 61' · Gebhart 80' | Reporte | Garibaldi 78' | Asistencia: 4,100 espectadores Árbitro(s): William Collum | Asistencia: 4,100 espectadores Árbitro(s): William Collum |

## Campeón
| Eurocopa Sub-19 2008 |
| -------------------- |
| Bandera de Alemania  |
| Alemania 2º Título   |

## Clasificados al Mundial Sub-20
| - Alemania - Hungría | - España - Italia | - República Checa - Inglaterra |